# Comunitarismo
O comunitarismo é um conceito político, moral e social que surge no final do século XX (por volta da década de 1980) em oposição a determinados aspectos do individualismo e em defesa dos fenómenos como a sociedade civil e o bem comum. Entre a queda do Comunismo russo em 1989 e o triunfo do Liberalismo anglo-americano no mundo até 2007-2008, a sociedade fica sem rumo para as suas novas esperanças, e com a necessidade de contestar o Liberalismo, surge o Comunitarismo, para enriquecer os debates políticos do mundo pós-guerra fria.
O comunitarismo  sustenta que o indivíduo não existe independentemente das suas afiliações culturais, étnicas, religiosas ou sociais. Esta concepção implica, portanto, que os indivíduos pertencem invariavelmente a comunidades distintas, endógenas e homogéneas. Tal concepção pressupõe assim que haja poucos intercâmbios e mal-entendidos fundamentais entre cada comunidade que os impeçam de se fundirem numa só. Esta ideia opõe-se assim ao universalismo, que, pelo contrário, concebe tais diferenças como negligenciáveis face à singularidade da raça humana.
A ideologia comunitarista porém não é contrária ao liberalismo, mas centra seus interesses nas comunidades e na sociedade e não no indivíduo, como o liberalismo faz. Eles creem que as comunidades são a base de todas as soluções para um mundo melhor e que o liberalismo não vem conferindo a importância que elas merecem, devido ao individualismo defendido pelo sistema liberal. Os comunitaristas acreditam que o individualismo do liberalismo prejudica as análises sobre as questões de nosso tempo, como, o aborto, o multiculturalismo, a liberdade de expressão, entre outras.
Alguns representantes da corrente comunitarista são Robert Bellah, Charles Taylor, Michael Walzer, Alasdair MacIntyre.